# Diclidophlebia sterculiae
Diclidophlebia sterculiae är en insektsart som först beskrevs av Walter Wilson Froggatt 1901.  Diclidophlebia sterculiae ingår i släktet Diclidophlebia och familjen rundbladloppor. Inga underarter finns listade i Catalogue of Life.